# Marasmius elegans
Marasmius elegans là một loài nấm thuộc họ Marasmiaceae. Nó có mũ màu nâu đỏ, thân màu trắng với lông trắng ở gốc. Nó được tìm thấy ở rừng bạch đàn ở Australia.